# Caroline van der Plas

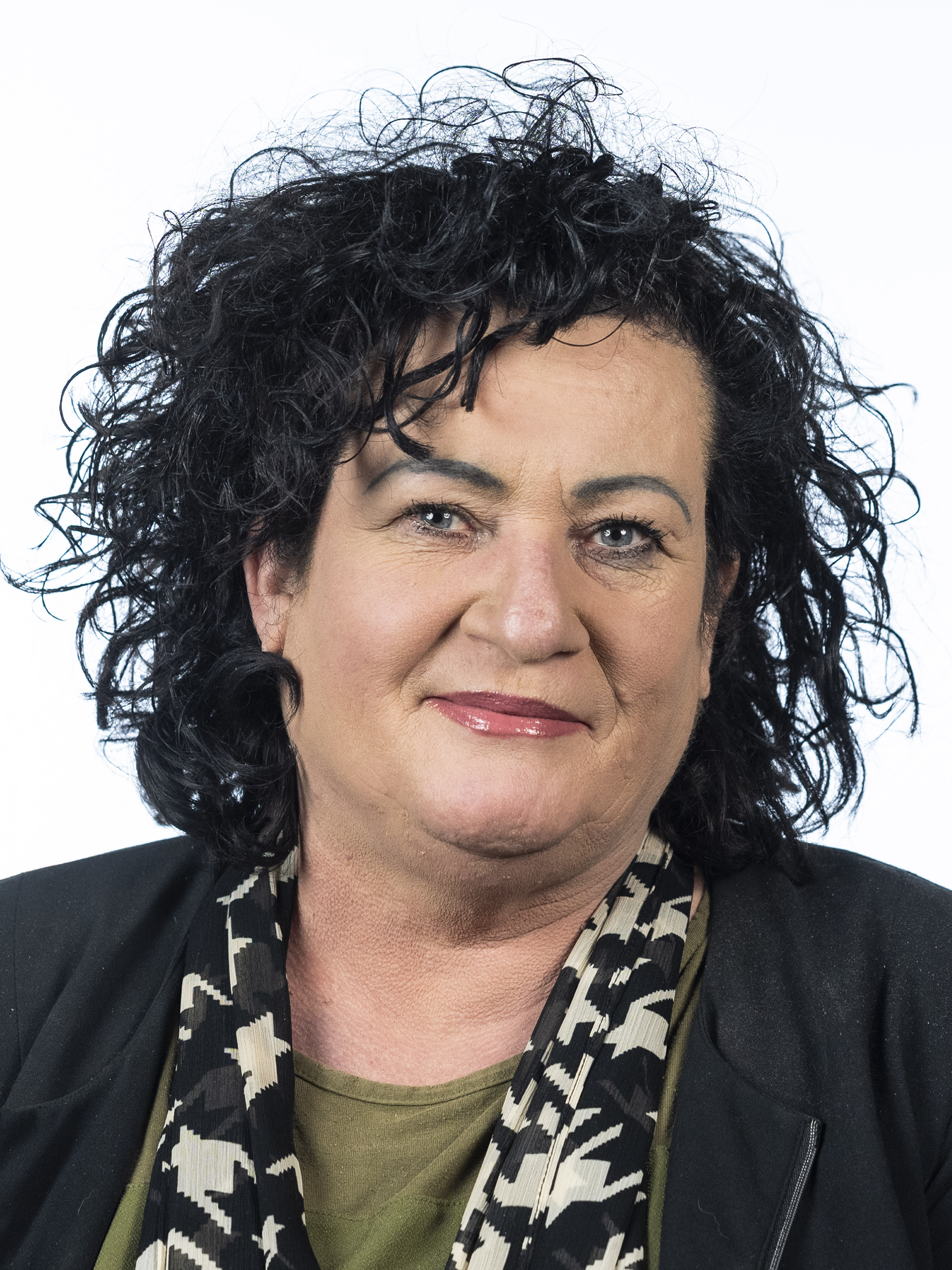
Caroline van der Plas (2020)

Carolina Ann Maria (Caroline) van der Plas (* 6. Juni 1967 in Cuijk, Noord-Brabant) ist eine niederländische Politikerin der BoerBurgerBeweging (BBB) und seit 2021 deren Fraktionsvorsitzende in der Zweiten Kammer der Generalstaaten.

## Leben
Van der Plas wurde im Jahre 1967 in Cuijk, das in der heutigen Gemeinde Land van Cuijk im Südosten der Niederlande liegt, geboren und entstammt einer niederländisch-irischen Familie. Ihr Vater arbeitete als Sportjournalist für die Regionalzeitung Deventer Dagblad und ihre Mutter hatte als Politikerin des Christen-Democratisch Appèl (CDA) das Amt einer Beigeordneten der Gemeinde Deventer inne. Zwischen 2014 und 2019 übernahm sie verschiedene Aufgaben im Bereich der Öffentlichkeitsarbeit und Kommunikation. Dabei war sie u. a. für den Nederlandse Vakbond van Varkenshouders und TeamAgro NL tätig. Gleichzeitig fungierte sie bis 2019 als Chefredakteurin der Fachzeitschrift Pig Business.
Bis 2018 war Van der Plas Mitglied des Christen-Democratisch Appèl. Gemeinsam mit Wim Groot Koerkamp sowie Henk Vermeer gründete sie am 1. November 2019 in Deventer die BoerBurgerBeweging. Anlass dazu waren die Bauernproteste gegen die Pläne des Kabinetts Rutte III, die Stickstoffemissionen zu reduzieren. Bei der Parlamentswahl in den Niederlanden 2021 holte die BoerBurgerBeweging ein Prozent und konnte damit ihren Einzug in die Zweite Kammer der Generalstaaten realisieren. Van der Plas zog über den ersten Listenplatz ihrer Partei ins Parlament ein und konnte damit den einzigen Sitz der BoerBurgerBeweging belegen. Seither ist sie zudem Fraktionsvorsitzende ihrer Partei im Parlament.
Bei den Wahlen zu den Provinzparlamenten im März 2023 holte BBB fast 20 % der Wählerstimmen.
Van der Plas ist Witwe und Mutter von zwei Söhnen. Sie lebt in Deventer in Overijssel.

### Belege
- Biografie, onderwijs en loopbaan van Caroline van der Plas. In: Tweedekamer.nl. Radboud Universiteit, abgerufen am 17. März 2023 (niederländisch).
- Sarah Tekath: Caroline van der Plas: Die große Gewinnerin. In: nd. nd.Genossenschaft, 16. März 2023, abgerufen am 17. März 2023.
- Madeleine Hesse: Niederlande-Wahl: Das ist Gewinnerin Caroline van der Plas. In: NRZ. Zeitungsverlag Niederrhein GmbH & Co. KG, 17. März 2023, abgerufen am 17. März 2023.

### Einzelbelege
1. ↑  Columns Caroline van der Plas. In: nvv.nl. Archiviert vom Original (nicht mehr online verfügbar) am 24. November 2017; abgerufen am 19. März 2023 (niederländisch).
2. ↑  Wie is Team Agro NL? In: teamagro.nl. Abgerufen am 19. März 2023 (niederländisch).
3. ↑  Caroline van der Plas. In: pigbusiness.nl. Abgerufen am 19. März 2023 (niederländisch).
4. ↑  Partijgeschiedenis. In: Documentatiecentrum Nederlandse Politieke Partijen. Rijksuniversiteit Groningen, 20. Februar 2023, abgerufen am 17. März 2023 (niederländisch).
5. ↑  Bekijk hier alle uitslagen van de Provinciale Statenverkiezingen. In: NOS.nl. Abgerufen am 19. März 2023 (niederländisch).